# Boussois
Boussois és un municipi francès, situat a la regió dels Alts de França, al departament del Nord. L'any 2006 tenia 3.336 habitants. Limita amb Assevent a l'oest, Élesmes al nord, Marpent a l'est i Recquignies al sud.

## Demografia
| 1962                                       | 1968  | 1975  | 1982  | 1990  | 1999  |
| ------------------------------------------ | ----- | ----- | ----- | ----- | ----- |
| 3.319                                      | 3.575 | 3.531 | 3.461 | 3.449 | 3.336 |
| Des de 1962: població sense dobles comptes |       |       |       |       |       |

## Administració
| Període | Identitat         | Partit |
| ------- | ----------------- | ------ |
| 2001-   | Jean-Claude Maret | PCF    |